# Giulio Alvise Caselli

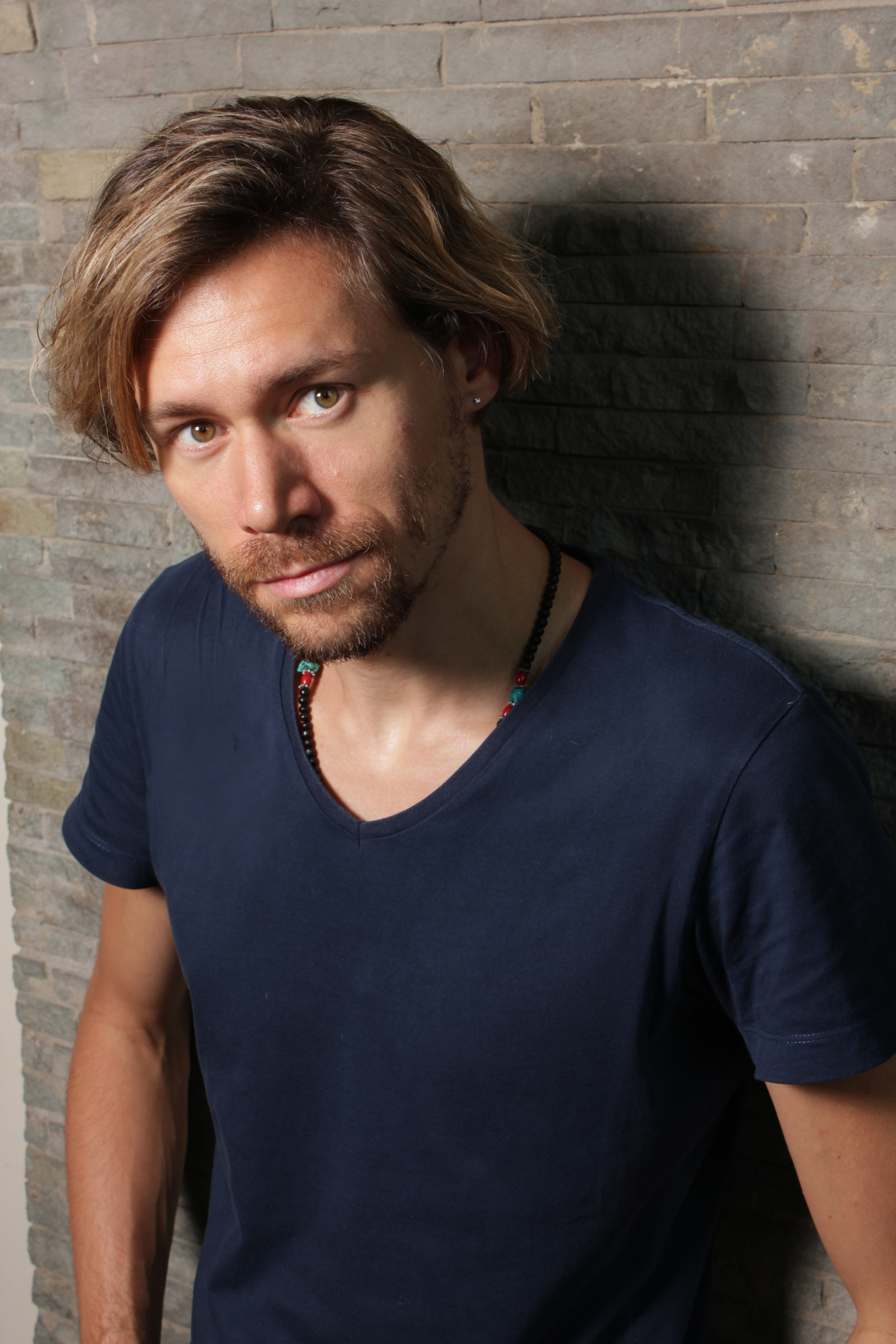
Giulio Alvise Caselli (2014)

Giulio Alvise Caselli (* 1979 in Ferrara) ist ein deutsch-italienischer Opernsänger (Bariton).

## Leben
Giulio Alvise Caselli wuchs als einziger Sohn eines Architekten und einer Sopranistin in Ferrara auf. Seit seinem 20. Lebensjahr lebt er in Deutschland.
Er absolvierte zunächst ein Studium der Germanistik und Sprachwissenschaft an der Universität Ferrara und an der Universität Regensburg. Ersten Gesangsunterricht erhielt er bei seiner Mutter, Maria Gabriella Munari. Ferner studierte er an der Hochschule für Musik und Theater München, wo er 2005 das künstlerische Diplom erhielt.
Von 2006 bis 2008 gehörte er zum festen Ensemble des Theaters Dortmund. Dort debütierte er als Figaro in Rossinis Barbier von Sevilla unter der Leitung von Arthur Fagen. Am Linzer Landestheater war er mehrfach als Gast engagiert, unter anderem 2010/11 als Frédéric in Lakmé von Léo Delibes.
Von 2011 bis 2017 war er Ensemblemitglied des Theaters Augsburg, an dem er als Conte d’Almaviva in Mozarts Le nozze di Figaro debütierte, 2012 die Titelrolle in Mozarts Don Giovanni, 2014 die männliche Titelrolle in Claude Debussys Oper Pelléas et Mélisande und 2016 den Hans Scholl in Udo Zimmermanns Oper Weiße Rose interpretierte. 2018 verkörperte er am Theater Hagen den Pasquale in Joseph Haydns Orlando paladino dar.
Von 2018 bis 2021 war er Ensemblemitglied am Meininger Staatstheater. Dort trat er u. a. als Guglielmo in Mozarts Così fan tutte, Biterolf in Tannhäuser, Prinz Andreas Stephan in der Operette Märchen im Grand Hotel von Paul Abraham und als Pappacoda in der Operette Eine Nacht in Venedig von Johann Strauss. 2023 gab er in der Rudolf-Oetker-Halle in Bielefeld den Jesus und Pilatus in Bachs Johannespassion. In der Spielzeit 2024/25 übernahm er eine Hauptrolle in Offenbachs Reise zum Mond am Theater Regensburg. Im Oktober 2024 trat er zudem als Astolfo in der Oper Orlando furioso von Antonio Vivaldi am Daegu Opera House (Südkorea) unter der Leitung von Giulio Prandi auf. 
Als Gesangspädagoge lehrt er u. a. an der Universität Augsburg.

## Privates
Caselli lebt seit vielen Jahren konsequent barfuß. Er ist verheiratet und hat ein Kind.

## Rollen (Auswahl)
- Don Giovanni (als Don Giovanni)
- Pelléas et Mélisande (als Pelléas)
- Le nozze di Figaro (als Conte d’Almaviva)
- Die Fledermaus (als Dr. Falke)
- Intolleranza 1960 (als Algerier)
- La finta giardiniera (als Nardo)
- Dido and Aeneas (als Aeneas)
- Weiße Rose (als Hans Scholl)
- Orlando Paladino (als Pasquale)[8]

## Aufnahmen
- Johann Simon Mayr, Amore non soffre opposizioni (Argante), Naxos 2016